# الاستبصار فيما اختلف من الأخبار
«الاسْتِبْصَارُ فِيمَا اخْتَلَفَ مِنَ الأَخْبَار» المشهور باسم «الاستبصار» ، رابع كتب الشيعة الأربعة وآخرها، وهو من تأليف أبي جعفر الطوسي المعروف «بشيخ الطائفة»، وهو أحد أبرز علماء الشيعة في القرن الخامس الهجري.

## المؤلف
أبو جعفر محمد بن الحسن بن علي بن الحسن الطوسي (385 -460هـ / 995 - 1050 م) المعروف بشيخ الطائفة والشيخ الطوسي، من متكلمي ومحدثي ومفسري وفقهاء الشيعة في القرن الخامس قدم إلى العراق من خراسان في سن الثالثة والعشرين وتتلمذ على يد علماء الشيعة هناك كالمفيد والشريف المرتضى، أسند إليه الخليفة العباسي كرسي كلام بغداد، وعندما احترقت مكتبة شابور أثر هجوم طغرل بك اضطر للهجرة إلى النجف فأسس الحوزة هناك وأصبح مرجعاً وزعيماً للشيعة الإمامية بعد وفاة الشريف المرتضى ، وقد ألف العشرات من الكتب وأسس طريقة الاجتهاد المطلق وألف كتباً في الفقه والأصول
قالوا فيه:
- النجاشيّ : «جليلٌ من أصحابنا، ثقة عين».[2]
- ابن المطهرالحليّ :«صدوق عارف بالأخبار والرجال والفقه والأصول والكلام والأدب، وهو المهذِّب للعقائد في الأصول والفروع، والجامع لكمالات النفس في العلم والعمل.»[3]

## سبب التأليف والكلام فيه

### سبب التأليف
ذكر الطوسي في مقدمة الكتاب سبب التأليف، وهو كالتالي:
«أما بعد فاني رأيت جماعة من أصحابنا لما نظروا في كتابنا الكبير الموسوم (بتهذيب الأحكام) ورأوا ما جمعنا (فيه)  من الاخبار المتعلقة بالحلال والحرام ووجدوها مشتملة على أكثر ما يتعلق بالفقه من أبواب الأحكام وانه لم يشذ عنه في جميع أبوابه وكتبه مما ورد في أحاديث أصحابنا وكتبهم وأصولهم ومصنفاتهم إلا نادر قليل وشاذ يسير، وانه يصلح أن يكون كتابا مذخورا يلجأ إليه المبتدى في تفقهه، والمنتهي في تذكره، والمتوسط في تبحره فان كلا منهم ينال مطلبه ويبلغ بغيته تشوقت نفوسهم إلى أن يكون ما يتعلق بالأحاديث المختلفة مفردا  على طريق الاختصار يفزع إليه المتوسط في الفقه لمعرفته والمنتهى لتذكره إذ كان هذان الفريقان آنسين  بما يتعلق بالوفاق، وربما لم يمكنهما ضيق الوقت من تصفح الكتب وتتبع الآثار فيشرفا على ما اختلف من الروايات فيكون الانتفاع بكتاب يشتمل على أكثر ما ورد من أحاديث أصحابنا المختلفة، أكثره موقوفا على هذين الصنفين وإن كان المبتدى لا يخلو أيضا من الانتفاع  به.»

### مضمون الكتاب
جمع فيه كل الروايات الواردة في مختلف البحوث الفقهية وجمع أيضاً الروايات المعارضة (المخالفة) لها.

### طريقة التأليف
- جمع الأحاديث ذات العلاقة بكل باب في مكان واحد.
- قام ببحثها وتحليلها من ناحية السند والمضمون.
- قدم اقتراحاته في كل باب من الأبواب لرفع التعارض الظاهري بين الأحاديث، أو ترجيح فريق منها على الفريق الآخر.
- رتبت أبوابه كبقية الكتب الأربعة وفقاً للترتيب الطبيعي في المؤلفات الفقهية.

### عدد الأحاديث
- 915 باباً
- 5558 حديثاً[6]

### مميزات الكتاب
- أول كتاب مؤلف للجمع بين الروايات المتعارضة.
- يذكر في بداية كل باب الروايات المعتبرة أو التي يقبلها وبعد ذلك يذكر الروايات الأخرى.

### مكانة الكتاب
- أحد الكتب الأربعة في الحديث.
- يراجعه الفقيه الشيعي عند استنباطه للفقه.

## البحوث التي أنجزت حول الكتاب
للكتاب شروح وتعليقات وتلخصيات وغيرها كثيرة، منها:
- حاشية محمد بن علي بن الحسين العاملي
- حاشية الحسن بن زين الدين العاملي
- حاشية الميرزا محمد الاسترآبادي
- استقصاء الاعتبار - محمد بن الحسن بن زين الدين العاملي
- مناهج الأخبار - أحمد بن زين العابدين العاملي.
- شرح محمد أمين الاسترأبادي.
- تعليقه الميرداماد
- جامع الأخبار في إيضاح الاستبصار - عبد اللطيف بن علي بن أحمد بن أبي جامع الحارثي
- كشف الأسرار - نعمة الله الجزائري
- نكت الإرشاد في شرح الاستبصار - الشهيد الأول
- شرح الاستبصار - حسن بن عبد الرسول الحسيني الزنوري.
- شرح الاستبصار- أمير خاتون أبادي.
- شرح حميدة بنت محمد شريف الرويد
- شرح مير محمد صالح بن عبد الواسع الخواتون آبادي
- شرح عبد الرشيد بن المولى نور الدين التستري
- شرح عبد الرضا بن عبد الحسين.
- شرح عبد الله بن الحسين التستري
- شرح ماجد بن السيد هاشم الجد حفصي البحراني
- شرح عبد الله بن نور الدين الجزائري التستري
- شرح مير شرف الدين علي بن حجة الله الشولستاني
- شرح يوسف الخراساني[7][8]

## وصلات خارجية
- قراءة الكتب - دار الكتب الإسلاميّة - شبكة رافد